# 尼基塔·托卢别耶夫
尼基塔·帕夫洛维奇·托卢别耶夫，（俄语：Ники́та Па́влович Толубе́ев，羅馬化：Nikita Pavlovich Tolubeyev，1922年11月11日—2013年6月1日），苏联俄羅斯裔政治人物及外交官。曾任乌共第聂伯罗彼得罗夫斯克州委第一书记；苏联驻塞浦路斯、古巴、保加利亚特命全权大使等职务。

## 生平
- 1922年11月11日出生于叶卡捷琳诺斯拉夫（第聂伯罗）的一个职员家庭。1941年毕业于冶金技术学校，任第聂伯罗彼得罗夫斯克州捷第聂伯罗捷尔任斯克冶金厂技术控制部门控制员。
- 1941年-1945年，苏联红军服役，参加苏德战争。
- 1946年-1954年，第聂伯罗捷尔任斯克冶金厂技术员、高级工程师、平炉车间轮班主管、工厂人事部门负责人。1947年加入联共（布）。1951年毕业于第聂伯罗冶金学院。
- 1954年-1956年，乌共第聂伯罗捷尔任斯克市斯大林区委第一书记。
- 1956年-1959年，乌共中央委员会巡视员。
- 1959年5月-1961年5月，乌共第聂伯罗彼得罗夫斯克州委第二书记。
- 1961年5月-1963年1月，乌共第聂伯罗彼得罗夫斯克州委第一书记。
- 1963年1月-7月，乌共第聂伯罗彼得罗夫斯克州工业区委第一书记。
- 1963年7月-1964年12月，乌共第聂伯罗彼得罗夫斯克州工业区委第二书记。
- 1964年12月-1965年，乌共第聂伯罗彼得罗夫斯克州委第二书记。
- 1965年-1968年，苏联外交部外交学院学习。
- 1968年4月-1970年12月，驻塞浦路斯特命全权大使。1968年5月31日递交国书。
- 1970年12月-1979年4月，驻古巴特命全权大使。1971年1月26日递交国书。
- 1979年5月-1983年7月，驻保加利亚特命全权大使。1979年6月13日递交国书。
- 1983年7月-1990年，苏联国家对外经济关系委员会副主席。
- 1990年起退休。
- 2013年6月1日于莫斯科逝世，享年90岁。葬于特罗耶库罗夫公墓。

托卢别耶夫是苏共22、24-26大代表；第22、24-26届中央委员；第6届苏联最高苏维埃联盟院代表，第5届乌克兰苏维埃社会主义共和国最高苏维埃代表。

## 荣誉
- 列宁勋章（1982）
- 十月革命勋章
- 两次劳动红旗勋章
- 荣誉勋章
- 1941-1945年伟大卫国战争战胜德国奖章